# Черепинська сільська рада (Тетіївський район)
| Черепинська сільська рада — колишній орган місцевого самоврядування у Тетіївському районі Київської області з адміністративним центром у с. Черепин. Історична дата утворення: в 1919 році. Сільській раді були підпорядковані населені пункти: - с. Черепин - с. Григорівка - с. Черепинка |

## Склад ради
Рада складалась з 16 депутатів та голови.

### Керівний склад ради
| ПІБ                     | Основні відомості                                                                  | Дата обрання | Дата звільнення |
| ----------------------- | ---------------------------------------------------------------------------------- | ------------ | --------------- |
| Рудюк Петро Миколайович | Сільський голова, 1972 року народження, освіта, член Соціалістичної партії України | 26.03.2006   | 31.10.2010      |
| Рудюк Петро Миколайович | Сільський голова, 1972 року народження, освіта вища, член Партії регіонів          | 31.10.2010   |                 |

Примітка: таблиця складена за даними джерела